# Дикалб (окръг, Илинойс)
Окръг Дикалб (на английски: DeKalb County) е окръг в щата Илинойс, Съединени американски щати. Площта му е 1642 km², а населението - 88 969 души (2000). Административен център е град Сикамор.